# Небензя, Алексей Андреевич
Алексе́й Андре́евич Небе́нзя (5 марта 1924, Новокрасино, Саратовская губерния — 25 марта 1995, Москва) — советский комсомольский, партийный и государственный деятель, кандидат экономических наук, заслуженный работник культуры РСФСР (1983).

## Биография
Родился 5 марта 1924 года на хуторе Новокрасино Камышинского уезда Саратовской губернии (ныне — Руднянского района Волгоградской области). Украинец. Был пятым и младшим сыном в семье.
Участник Великой Отечественной войны с июля 1941 года (добровольно пошёл на фронт). Сержант, заместитель командира взвода 83-го отдельного штурмового инженерно-сапёрного батальона; младший лейтенант; лейтенант, заместитель командира отдельной моторазведывательной роты по политической части 17-й штурмовой инженерно-сапёрной Краснознамённой Гатчинской бригады 21-й армии 1-го Украинского фронта. Принимал участие в обороне Ленинграда и взятии Берлина. 
Член ВКП(б) с февраля 1944 года. С 1946 года — на комсомольской работе, в первой половине 1950-х годов работал первым секретарём ВЛКСМ Сталинградской области, в 1958 году защитил диссертацию на соискание учёной степени кандидата экономических наук на тему «Себестоимость колхозной продукции и пути её снижения».
С 1960 года на партийной работе — заведующий отделом пропаганды и агитации Сталинградского (с 1961 года — Волгоградского) областного комитета КПСС, затем до 1973 года — второй секретарь обкома. С 29 августа 1973 года — заместитель председателя Госкомиздата СССР, председатель Совета по детской литературе. 14 февраля 1983 года ему было присвоено почётное звание заслуженный работник культуры РСФСР.
Умер 23 марта 1995 года, похоронен на Кунцевском кладбище (участок 11) в Москве.

## Награды и звания
- заслуженный работник культуры РСФСР (1983) — за «заслуги в области советской печати»[9]
- орден Красной Звезды (13.07.1944)
- Медаль «За оборону Ленинграда» (22.12.1942)
- Медаль «За отвагу» (06.02.1944)
- Медаль «За победу над Германией в Великой Отечественной войне 1941—1945 гг.» (09.05.1945)
- Медаль «За взятие Берлина» (09.06.1945)[2]

## Семья
- сын: Небензя, Василий Алексеевич (род. 1962) — советский и российский дипломат.